# Titchmarsh
Titchmarsh – wieś w Anglii, w hrabstwie Northamptonshire, w dystrykcie (unitary authority) North Northamptonshire. Leży 33 km na północny wschód od miasta Northampton i 103 km na północ od Londynu. Miejscowość liczy 543 mieszkańców.